# Muna AbuSulayman
Muna AbuSulayman, född 16 maj 1973, är en saudisk affärskvinna och aktivist. Hon är grundare av Alwaleed Bin Talal Foundation, den filantropiska grenen av prins Alwaleed Bin Talals Kingdom Holding Company och en av värdarna för TV-programmet Kalam Nawaem på satellitnätverket MBC 1. I augusti 2013 tillkännagavs AbuSulayman som global ambassadör för Silatech.